# Bretejovce
Bretejovce este o comună slovacă, aflată în districtul Prešov din regiunea Prešov. Localitatea se află la altitudinea de 215 m deasupra n.m., se întinde pe o suprafață de 4,37 km2 și în 2017 număra 403 locuitori. Se învecinează cu comuna Seniakovce.

## Istoric
Localitatea Bretejovce este atestată documentar din 1289.

## Demografie
| An:                | 1994 | 2004   | 2014   | 2024    |
| ------------------ | ---- | ------ | ------ | ------- |
| Număr de persoane: | 377  | 376    | 386    | 472     |
| Diferență:         |      | −0,26% | +2,65% | +22,27% |

| An:                | 2023 | 2024   |
| ------------------ | ---- | ------ |
| Număr de persoane: | 471  | 472    |
| Diferență:         |      | +0,21% |